# Christhard Gössling
Christhard Gössling (* 1. September 1957 in Höxter) ist ein deutscher Posaunist.

## Leben
Gössling studierte Posaune bei Willy Walther an der Nordwestdeutschen Musikakademie Detmold.
Er wurde Solo-Posaunist am Gürzenich-Orchester in Köln und 1984 bei den Berliner Philharmonikern, dessen Orchestervorstand er von 1992 bis 1998 angehörte. Außerdem war er Mitglied im Stiftungsrat der Salzburger Osterfestspiele. Im Herbst 2023 ging Gössling nach 39 Jahren Orchesterzugehörigkeit bei den Berliner Philharmonikern in den Ruhestand.
Gössling betätigte sich in zahlreichen Ehrenämtern seines Orchesters, u. a. als Personalrats- und Stiftungsratsmitglied.
Neben seiner Orchestertätigkeit war er langjährig als Hochschullehrer tätig: 1995 wurde er Gastprofessor und 2000 Professor für Posaune an der Hochschule für Musik „Hanns Eisler“ Berlin, die er von 2000 bis 2008 als Rektor leitete.